# Gromada Zdonia
Die Gromada Zdonia war eine Verwaltungseinheit in der Volksrepublik Polen zwischen 1954 und 1972. Verwaltet wurde die Gromada vom Gromadzka Rada Narodowa, dessen Sitz sich in Zdonia befand und aus 11 Mitgliedern bestand.

Die Gromada Zdonia gehörte zum Powiat Brzeski (Brzesko) in der Woiwodschaft Krakau und bestand aus den  ehemaligen Gromadas Bleśnik, Słona und Zdonia der aufgelösten Gmina Zakliczyn.

Die Gromada Wesołów wurde am 31. Dezember 1959 aufgelöst und in die Gromada Zakliczyn eingegliedert.